# 朱利奧·阿格里科拉站
朱利奧·阿格里科拉站（義大利語：Giulio Agricola）是羅馬地鐵A線的一個車站。 朱利奧·阿格里科拉站位於圖斯科拉納路上，站名來自於羅馬帝國皇帝阿古利可拉。

## 外部連結
- Giulio Agricola station on the Rome public transport site （页面存档备份，存于） （意大利文）